# 280642 Doubs
280642 Doubs este un asteroid din centura principală de asteroizi.

## Descriere
280642 Doubs este un asteroid din centura principală de asteroizi. A fost descoperit pe 13 ianuarie 2005 la Vicques de Michel Ory. Asteroidul prezintă o orbită caracterizată de o semiaxă mare de 3,02 ua, o excentricitate de 0,27 și o înclinație de 10,4° în raport cu ecliptica.